# Agrupacions Electorals de Merindad
Les Agrupacions Electorals de Merindad (Amaiur) van ser unes coalicions electorals que es van presentar en les eleccions al Parlament de Navarra celebrades el 3 d'abril de 1979, amb la finalitat d'aglutinar l'electorat nacionalista basc i d'esquerres a les merindades on es van presentar.
Amb el nom genèric d'Amaiur, pres d'aquest lloc navarrès, les Agrupacions Electorals de Merindad estaven integrades per militants d'Herri Batasuna (HB), Euskadiko Ezkerra (EE), Euskadiko Mugimendu Komunista (EMK) i independents de cada merindad.
En conjunt van quedar en cinquena posició, aconseguint un total de 17.282 vots (6,81%), 7 escons i un diputat general, Jesús Bueno Asín, que va assumir el càrrec de Foment i Ordenació del Territori en el primer Governo navarrès de la Transició espanyola. Per merindades, aquests van ser els seus resultats:
- Agrupació Electoral de Tierra Estella (AETE); per la merindad d'Estella: 6.407 vots i 2 escons (Xabier de Antoñana i Ricardo González).
- Agrupació Electoral Orhi Mendi; per la merindad de Sangüesa: 5.954 vots i 3 escons (Jesús Bueno Asín, Miguel Pedroarena i Jesús Unziti).
- Agrupació Electoral Popular de la Merindad (AEPM); per la merindad d'Olite: 4.921 vots i 2 escons (Mauricio Olite i Javier Ortigosa).

## Resultats electorals

### Parlament de Navarra
| Any  | Líder            | Vots   | %    | Escons | Pos. | Govern   |
| ---- | ---------------- | ------ | ---- | ------ | ---- | -------- |
| 1979 | Jesús Bueno Asín | 17.282 | 6,78 | 7 / 70 | 5è   | Coalició |